# Битка при Маркели (792)
Битката при Маркели, Тракия, през юли 792 г. е сблъсък между армиите на българския кан Кардам и византийския император Константин VI, завършил с разгром на византийската армия.

## Предистория
В последната четвърт на VIII век българската държава излиза от вътрешнополитическата криза, последвала края на канската династия Дуло. Владетелят Телериг, а след него и Кардам, успяват да укрепят централната власт и да сложат край на междуособиците сред боилите. Това дава възможност за засилване на българските нападения в Македония. Целта на тези нападения е присъединяване на областта и населяващите я славянски племена към държавата с център Плиска. През 789 г. българите проникват в поречието на Струма и нанасят тежко поражение на византийците. За да отклони нападателите от Македония, византийският император Константин VI (управлявал през 780-797 г.) предприема настъпление в Северна Тракия, но през 791 г. е разбит в сражение при крепостта Проват.

## Битката
Битката при Проват няма решителен характер. Затова през лятото на следващата, 792 година византийският император повежда отново армията си към България. Кардам го пресреща с войските си край граничната крепост Маркели (близо до днешния град Карнобат). Укрепленията, заети от българите, преграждат пътя на византийците към Ришкия проход и столицата на Кардам, Плиска. В края на юли Константин VI се решава да нападне укрепленията, подлъган (според византийския летописец Теофан Изповедник) от „лъжепророци“, че ще спечели победа. Преди сражението, докато изчаква византийското нападение, българският владетел съсредоточава тайно част от конницата си в прикритие зад хълмове встрани от бойното поле.
Поради неравния терен настъпващата византийска армия разстройва редиците си. Кардам се възползва от това и предприема контраатака, която носи пълен успех на българите. Конницата на Кардам обхожда противника и не му позволява да отстъпи в укрепения лагер и крепостта Маркели Българите завладяват обоза, хазната и палатката на императора. Те преследват Константин VI до столицата му Константинопол и по време на преследването избиват голям брой войници. В битката загиват и много византийски военачалници.

## Последици
След поражението си Константин VI е принуден да сключи мир с Кардам, като се задължава да му плаща данък. Четири години по-късно (796 г.) императорът прекратява плащането. Това води до нова война в Тракия, която приключва без решителен сблъсък. Враждебните действия между България и Византия продължават и при наследника на Кардам, кан Крум.